# Kameradschaft Hauptvolk
Kameradschaft Hauptvolk war eine rechtsextremistische Organisation im Raum Rathenow, die zu den Freien Kameradschaften der deutschen Neonazi-Szene zählte. Gemeinsam mit ihrer Untergliederung Sturm 27 wurde sie im Jahr 2005 vom Brandenburger Innenministerium verboten.

## Geschichte
Die Kameradschaft Hauptvolk trat erstmals im Jahr 2000 im Westhavelland in Erscheinung. Sie entstand aus der Kameradschaft Rathenow (I.), der Gruppierung Arische Kämpfer – White Power Rathenow und der Kameradschaft Premnitz.
Bereits im selben Jahr trugen einige Kameradschaftsmitglieder Kleidungsstücke mit dem Aufdruck „Hauptvolk“ sowie der Wortgruppe „jung, weiß, stolz“. Am 17. März 2001 wurde erstmals die Polizei auf die Kameradschaft Hauptvolk aufmerksam, als sie ein Treffen von ungefähr 50 bis 70 Rechtsextremisten in der Gaststätte „Zur Windmühle“ im heutigen Nennhausener Ortsteil Bamme kontrollierten.
Seit Juli 2001 wurden im damaligen Kameradschaftstreffpunkt „Don Promillos Pony Bar“ Kameradschafts- und Koordinierungstreffen beobachtet, an denen auch Mitglieder des Jungsturm Rathenow – New Age Nazis (2001–2002: Kameradschaft Rathenow (II.), 2003: Sturm 27) teilnahmen.
Mit der Zeit entwickelte sich eine stets um die 60 Personen starke Vereinigung, die sich verstärkt seit 2004 auch in der bundesweiten Neonaziszene zu profilieren suchte. Die Kameradschaft druckte Flugblätter und Hefte und verteilte diese kostenlos an die Bevölkerung. Ihr Anliegen war es offensichtlich, Menschen in ihrem Sinne „aufzuklären“ und zu „formen“. Anklagen gab es wegen der Publikationen nicht, da diese lediglich gegen das Presserecht verstießen und nicht gegen das Strafrecht.
Im Agieren der Kameradschaft sah das Brandenburger Innenministerium eine verfassungsfeindliche Betätigung. Der am 6. April 2005 bestätigte Verbotsantrag des Innenministeriums gegen die Kameradschaft Hauptvolk und den Sturm 27 wurde am 12. April 2005 vollstreckt. 41 Objekte von 39 Rechtsextremisten wurden in mehreren ost- und westdeutschen Bundesländern durchsucht und mehrere tausend Asservate beschlagnahmt, welche größtenteils, aufgrund der geringen strafrechtlichen Relevanz, zurückgegeben wurden.